# Patrick Surtain
(en) Statistiques sur pro-football-reference
Patrick Frank Surtain, né le 19 juin 1976 à la Nouvelle-Orléans en Louisiane, est un joueur américain de football américain, qui évolue au poste de cornerback.
Il est le père de Patrick Surtain II, également sportif professionnel.

## Carrière

### Carrière universitaire
Patrick Surtain fréquente l'Edna Karr High School (en) de la Nouvelle-Orléans où il joue au poste de quarterback. Surtain complète 44 passes sur 97 pour un total de 753 yards et 7 touchdowns et court 137 fois pour un gain de 783 yards et 12 touchdowns. Il y pratique également le basket-ball, le baseball et l'athlétisme, il devient champion de Louisiane avec l'équipe de basket-ball.
Il joue au football américain universitaire à l'université du Sud du Mississippi. Il est titulaire pendant deux ans pour l'équipe des Golden Eagles de Southern Miss. Durant sa première saison il réalise 84 tackles, 8 passes défendues et 6 interceptions.

### Carrière professionnelle

#### Dolphins de Miami
Surtain est drafté au deuxième tour de la draft NFL en 1998 par les Dolphins de Miami. Il joue pour les Dolphins de 1998 à 2004 et sélectionné trois fois pour le Pro Bowl en 2002, 2003 et 2004. Durant ses 108 matches pour les Dolphins, il réalise 344 tackles, 6,5 sacks et 29 interceptions.

#### Chiefs de Kansas City
En avril 2005, les Dolphins échangent Surtain aux Chiefs de Kansas City contre un choix du deuxième tour de la draft 2005 de la NFL. Après cet échange, Surtain signe un contrat de sept ans avec les Chiefs pour un montant total de 50,8 millions de dollars.
Il est choisi comme capitaine lors de la saison 2008 et termine sa carrière après 55 matches pour les Chiefs et réalise 192 tackles, 1 sack, 8 interceptions. Surtain est libéré par les Chiefs le 24 février 2009.